# 史密斯山
76°3′S 161°42′E / 76.050°S 161.700°E
史密斯山（英語：Mount Smith），是南極洲的山峰，位於維多利亞地的斯科特海岸，處於默里山西北面11公里，海拔高度超過1,400米，由英國探險隊發現，現時由南極條約體系管理。